# Johann Baptist Mehler

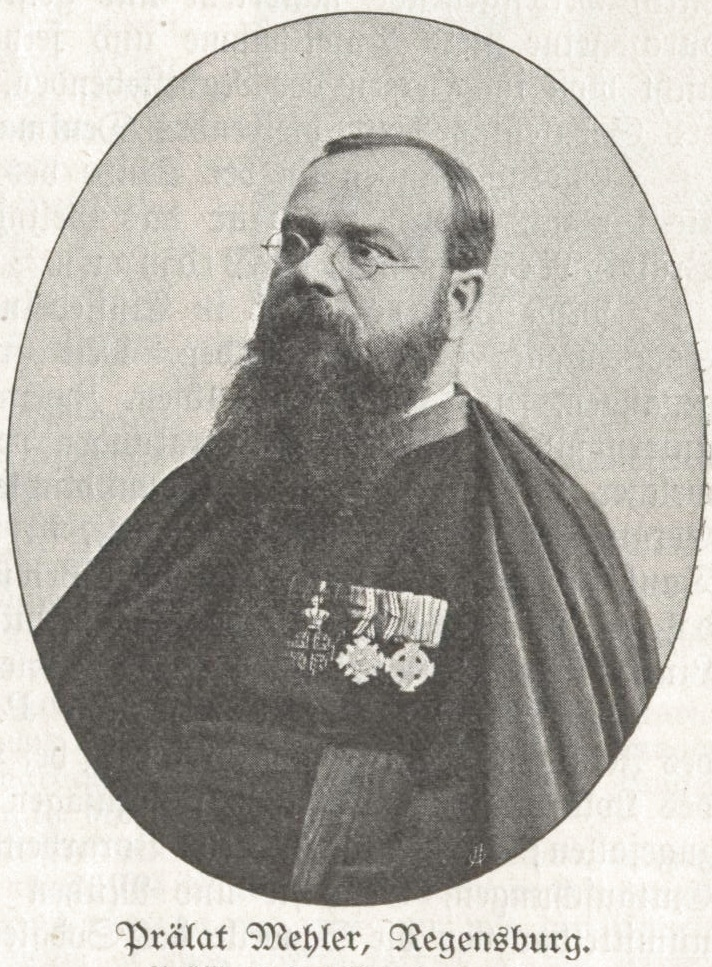
Prälat Mehler, um 1905

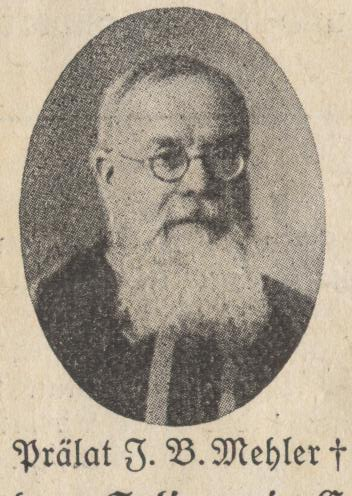
Prälat Mehler, Bild vom Nachruf in „Salesianische Nachrichten“ 1930

Johann Baptist Mehler (* 14. Juni 1860 in Tirschenreuth, Oberpfalz; † 15. März 1930 in Regensburg) war ein deutscher römisch-katholischer Priester, Prälat und religiöser Schriftsteller aus dem Bistum Regensburg.

## Leben und Wirken
Johann Baptist Mehler war der Sohn eines Tuch- und Zeugfabrikanten aus Tirschenreuth. Er studierte Theologie, erhielt 1884 die Priesterweihe und amtierte als Seelsorger an diversen Orten der Diözese Regensburg.
Mehler gehört zu den Mitbegründern und Aktivisten des Bayerischen Christlichen Bauernvereins in der Oberpfalz und redigierte dessen Blätter Der Christliche Bauer und der Bauernfreund. Außerdem leitete er die Redaktion des überregional verbreiteten Correspondenz- und Offertenblattes für die gesamte katholische Geistlichkeit Deutschlands und fungierte seit 1892 als örtlicher Präses der Regensburger Marianischen Kongregation, seit 1910 als Diözesanpräses.
Bekannt wurde Prälat Mehler besonders durch seine schriftstellerische Tätigkeit. Er verfasste eine Vielzahl von Büchern und Broschüren, hauptsächlich zu kirchengeschichtlichen oder hagiographischen Themen, oft mit stark heimatgeschichtlichem Bezug.
Johann Baptist Mehler war eine der ganz wenigen Personen in Deutschland, die Johannes Bosco persönlich näher kannten. Kurz nach seiner Priesterweihe reiste er 1885 nach Turin und hielt sich etwa drei Wochen bei dem späteren Heiligen im Mutterhaus von dessen Kongregation auf, wo er „Gelegenheit fand, Don Boscos Erziehungssystem aus der Nähe zu betrachten und weise Belehrungen und Anleitungen von dem Seligen in Empfang zu nehmen, die für Mehler einen unauslöschlichen, für sein ganzes Leben währenden Eindruck hinterließen“.
Mehler gehörte auch zu den ersten, die Person und Werk von Johannes Bosco in Deutschland bekannt machten. Im Herbst 1885 sprach er darüber bereits auf dem Deutschen Katholikentag in Münster, 1889 veröffentlichte er im Regensburger Marienkalender die erste illustrierte Biografie des Heiligen in deutscher Sprache. Auch publizierte Mehler 1893 die Bücher Don Boscos soziale Schöpfungen und Don Bosco, der große Jugenderzieher und Verehrer Mariens.
1903 zählte Prälat Mehler zu den Gründern der Katholischen Burschenvereine für das Königreich Bayern, die Ideen Don Boscos zur Jugendseelsorge aufgriffen.
Der Priester leitete überdies mehrere regionale Missionsvereine und fungierte als notarieller Spenden-Bevollmächtigter des Oberpfälzer Missionsbischofs Johann Baptist Anzer für dessen Mission in Süd-Shandong.
Johann Baptist Mehler starb 1930 nach längerem Krankenlager in Regensburg.

## Ehrungen
- Für die Förderung der Wallfahrt wurde er 1926 zum Ehrenbürger der Stadt Altötting ernannt.
- Sein Geburtsort Tirschenreuth benannt die „Prälat-Mehler-Straße“ nach ihm.
- Seit 1898 war er Ehrenmitglied der katholischen Studentenverbindung KDStV Aenania München.

## Werke (Auswahl)

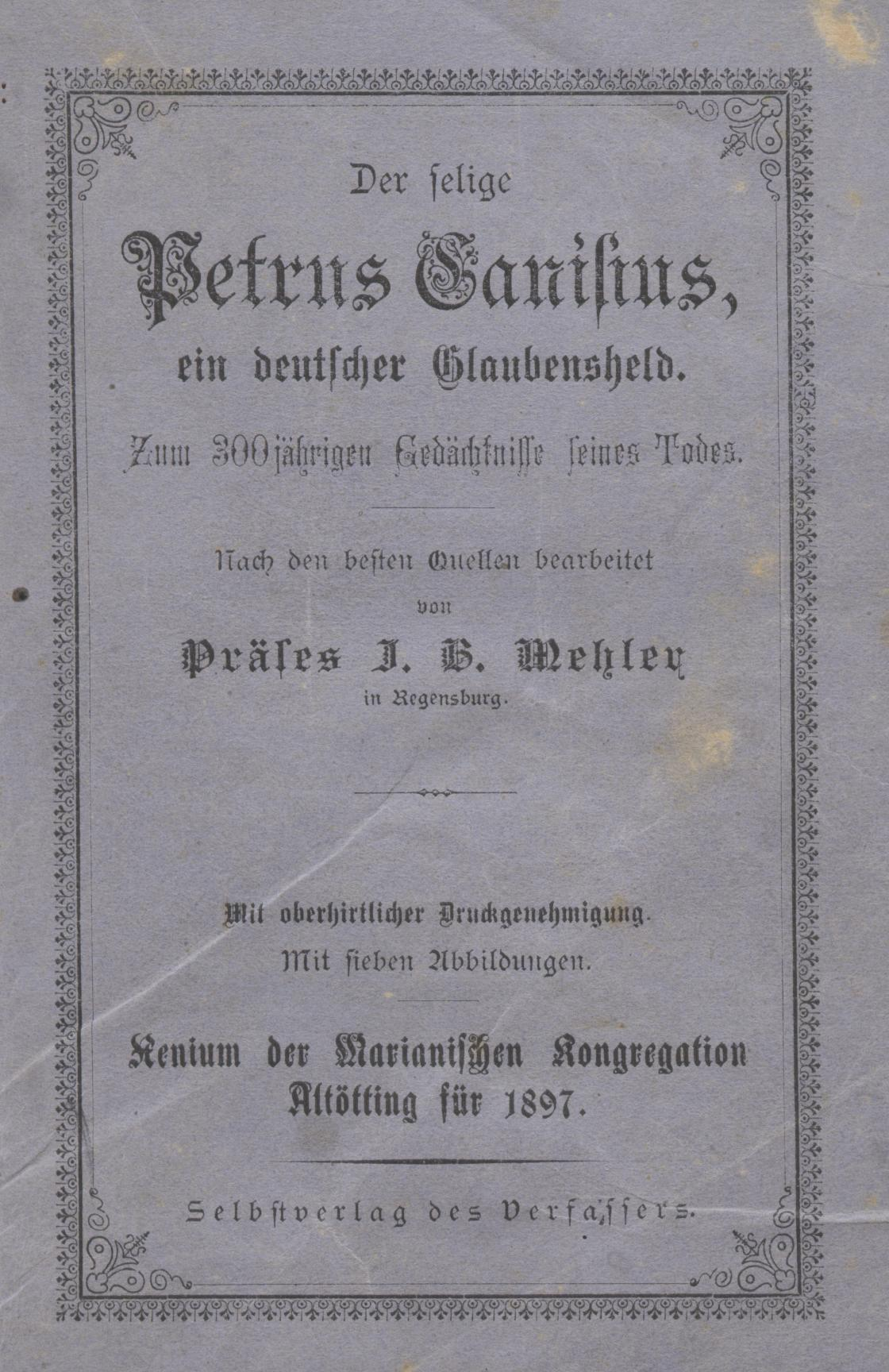
Buch von Prälat Mehler, 1897

- Don Bosco's sociale Schöpfungen, seine Lehrlingsversammlungen und Erziehungshäuser; ein Beitrag zur Lösung der Lehrlingsfrage, 1893
- Don Bosco, der große Jugenderzieher und Verehrer Mariens, 1893
- Der heilige Wolfgang, Bischof von Regensburg; historische Festschrift zum neunhundertjährigen Gedächtnisse seines Todes, 1894
- Lebensbeschreibung des frommen Bischofes Michael Wittmann von Regensburg, 1894
- Die sozialdemokratische Poesie, 1894
- Das Hl. Haus zu Loretto. Zur 600jährigen Jubelfeier seiner Übertragung, 1896
- Das St.-Hedwig-Krankenhaus in Berlin. Zum goldenen Jubiläum (14. Sept. 1896), 1896 Digitalisat
- Unsere liebe Frau von Lourdes, 1897
- Der selige Petrus Canisius, ein Apostel Deutschlands. Zum 300jährigen Gedächtnisse seines Todes, 1897
- Unsere Liebe Frau von Altötting das National-Heiligtum Bayerns, 1898
- Das fürstliche Haus Thurn und Taxis in Regensburg. Zum 150jährigen Residenz-Jubiläum, 1899
- Das 300jährige Jubiläum der Marianischen Congregation Altötting, 1899
- Der Mariahilfberg bei Amberg und die oberpfälzischen Veteranen- und Krieger-Vereine, 1901
- Unsere Liebe Frau von Tuntenhausen; illustriertes Wallfahrtsbüchlein, 1901
- Wallfahrtsbüchlein von Unserer Lieben Frau in Weißenregen, mit einem Anhange von Gebeten und Liedern, 1901
- Gedenkblätter aus Kötztings Vergangenheit und der Pfingstritt, 1901
- Die Priester-Weihe in der katholischen Kirche nach dem Pontifikale Romanum, 1902
- Die Bischofs-Weihe in der katholischen Kirche nach dem römischen Pontifikale, 1902
- General Tilly, der Siegreiche, 1903
- Unsre Liebe Frau vom Bogenberge, Jubiläumsbüchlein für das Jahr 1904[3]
- Die Festfeier des 40-jährigen Priester-Jubiläums Sr. Excellenz des Hochwürdigsten Herrn Bischofes Dr. Antonius von Henle, Reichsrat der Krone Bayerns, 1914
- Erinnerung an Joseph Leis, Grosskaufmann und Königlich Rumänischer Consul, gestorben am 7. Nov. 1915 in Regensburg, 1916
- Maria, Landshuts Schutzfrau: Geschichte des Gnadenbildes der „Mutter mit dem geneigten Haupt“ in der Ursulinenklosterkirche St. Joseph zu Landshut, 1918
- Juliana Engelbrecht, die gottbegnadete Jungfrau von Burgweinting, eine eucharistische Passionsblume und der selige Nikolaus von der Flüe; 2 Vorbilder und Fürbitter für den christlichen Bauernstand, 1919
- St. Wolfgangs-Büchlein zum 925 jährigen Jubiläum unseres Bistums-Patrons (994–1919) , 1919
- Wallfahrts-Büchlein zum heil. Salvator in Bettbrunn, 1925
- Unsere Liebe Frau von Tirschenreuth, 1928
- Bilder aus der Kapuziner-Tätigkeit am Gnadenort Altötting, ein Stück Bayerischer und Deutscher Kirchengeschichte, 1929